# Mont Blanc-alagút

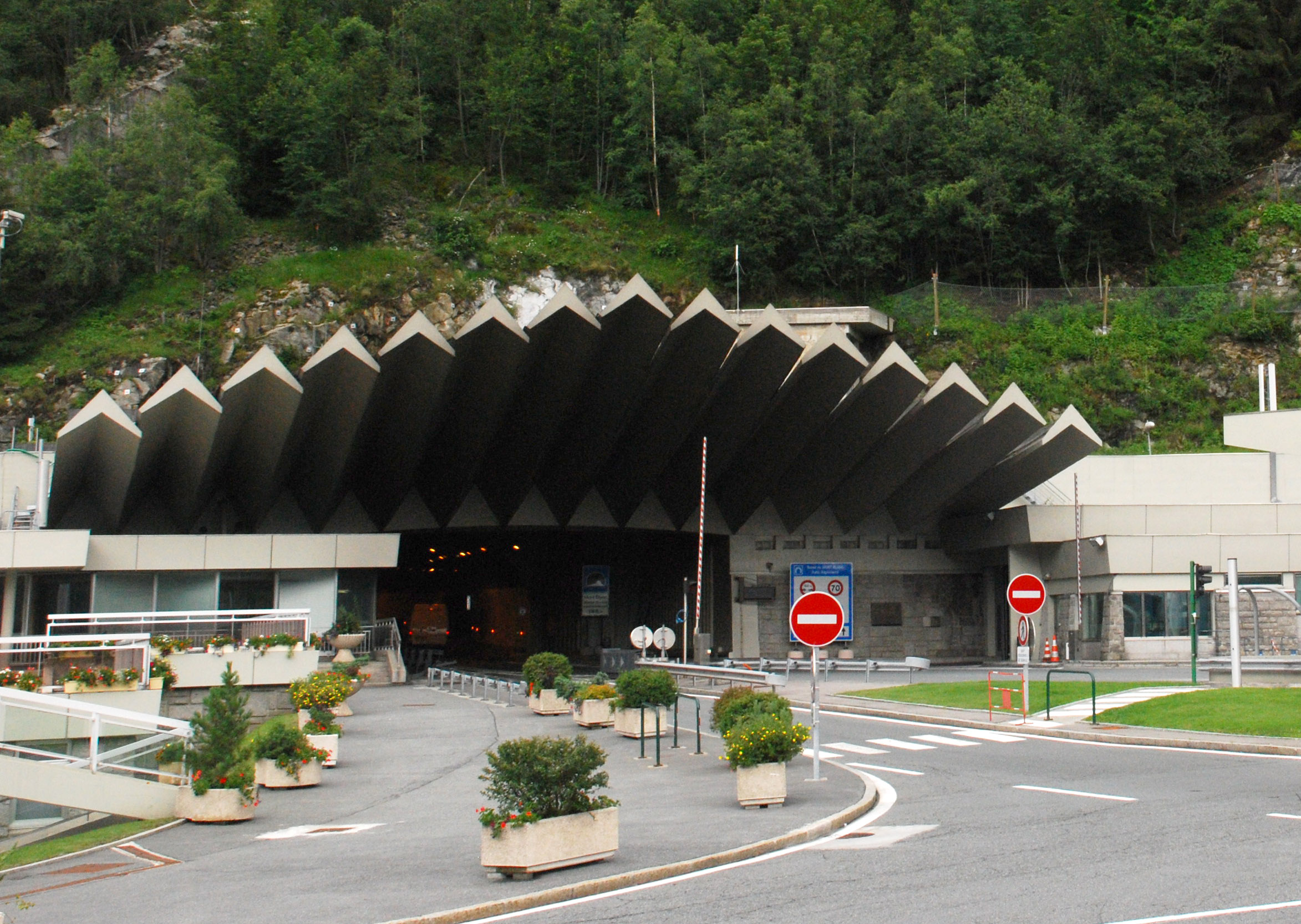
Bejárat a francia oldalról

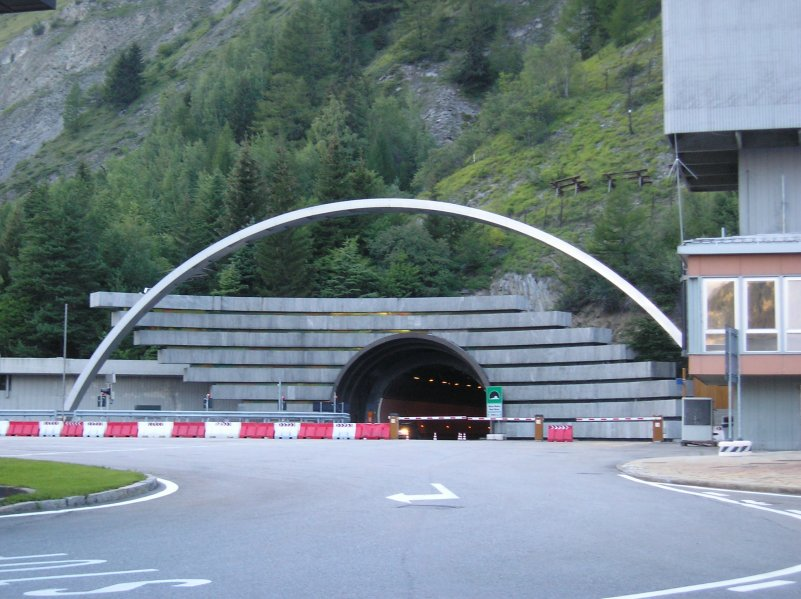
Bejárat az olasz oldalról

A Mont Blanc-alagút (olaszul Traforo del Monte Bianco, franciául Tunnel du Mont-Blanc) egy autópálya-alagút, amely Courmayeur és Chamonix városokat, ezzel együtt Olaszországot és Franciaországot köti össze a Alpok Mont Blanc hegy alatt.
Az építési munkálatokat 1957-ben kezdték meg, és 1965. július 16-án került sor az alagút átadására. Az alagúton belül kétirányú a forgalom. Az alagút az egyik legfontosabb, az Alpokon átvezető útvonal.
Hossza 11,6 kilométer, nagyobb része francia területen található (7640 méter). Huzamos ideig a világ leghosszabb autópálya-alagútjaként tartották számon.
1999. március 24-én tűz ütött ki az alagútban. Egy margarint és lisztet szállító belga tehergépjármű gyulladt ki, a tűz elharapódzott az alagútban. A katasztrófában 39 ember vesztette életét.

## Fordítás
- Ez a szócikk részben vagy egészben  a   Traforo del Monte Bianco című olasz Wikipédia-szócikk fordításán alapul.  Az eredeti cikk szerkesztőit annak laptörténete sorolja fel. Ez a jelzés csupán a megfogalmazás eredetét és a szerzői jogokat jelzi, nem szolgál a cikkben szereplő információk forrásmegjelöléseként.